# Nikanoria salsolae
Nikanoria salsolae är en stekelart som beskrevs av Zerova 1978. Nikanoria salsolae ingår i släktet Nikanoria och familjen kragglanssteklar.
Artens utbredningsområde är Turkmenistan. Inga underarter finns listade i Catalogue of Life.